# جورج بلفور جونسون
جورج بلفور جونسون هو سياسي كندي، ولد في 21 مارس 1865، وتوفي في 1940. انتخب عضو المجلس التشريعي في ساسكاتشوان.